# Wilhelm Dieter Siebert
Wilhelm Dieter Siebert (* 22. Oktober 1931 in Berlin; † 19. April 2011 ebenda) war ein deutscher Komponist. Im Bereich von Jazz und Unterhaltungsmusik wirkte er unter dem Pseudonym Bert Landers. Zu seinen bekanntesten Werken zählt die 1979 an der Deutschen Oper Berlin uraufgeführte Oper Untergang der Titanic.

## Werdegang
Siebert studierte am Konservatorium und an der Musikhochschule Berlin Klarinette, Komposition, Instrumentation und Dirigieren. Ende der 1950er Jahre spielte er Jazz. Er war als Altsaxophonist Leiter der Jazzgruppe The Bertlanders Starband, unter anderem zusammen mit dem Schlagzeuger Kurt Giese und dem Trompeter Heinz Wulfestieg, die erfolgreich am Deutschen Amateur-Jazz-Festival in Düsseldorf teilnahm und Schallplatten einspielte. Unter dem Pseudonym Bert Landers leitete er dann ein Orchester, das im Unterhaltungsbereich tätig war und die Schallplattenserie Schlagerrunde aufnahm. Siebert belegte Zwölftonmusik-Kurse bei Josef Rufer, anschließend Komposition bei Wolfgang Fortner in Freiburg im Breisgau. Er experimentierte mit Jazz und Elektronik.
1965 gründete Siebert mit Kollegen Gerald Humel, Karl Heinz Wahren, Roland Pfrengle und Jolyon Brettingham-Smith die über Jahrzehnte hinweg erfolgreiche Gruppe Neue Musik Berlin. die Gruppe erhielt 1978 den Förderungspreis beim Kunstpreis Berlin der Westberliner Akademie der Künste. Er erhielt mehrere Arbeitsstipendien (Darmstadt 1967, Cité des Arts – Paris 1972, P. S. I. in New York 1978).
Siebert lebte in Berlin und Griechenland. Er komponierte auch Filmmusik, z. B. für Rosa von Praunheims Film Anita – Tänze des Lasters (1987). Sein Nachlass befindet sich in der Berliner Akademie der Künste.

## Wirken
Zu Sieberts Werken gehören Opern, Musical, Ballette, Kammermusiken, Lieder, Orchesterstücke und Experimentelle Musiktheaterstücke mit Aufführungen in Deutschland, den Niederlanden, England, Italien, Griechenland, Frankreich, den USA, Japan und Korea.
Sieberts bekanntestes Werk ist die 1979 an der Deutschen Oper Berlin uraufgeführte Oper Untergang der Titanic (Regie: Winfried Bauernfeind). Weitere Inszenierungen in Los Angeles, Rennes, Freiburg, Cottbus, Plauen, Halle, Greifswald und Altenburg.
Einem breiteren Publikum ist die Titelmelodie von 100 bzw. 1000 Meisterwerken bekannt.

## Preise und Auszeichnungen
- Kunstpreis der Akademie der Künste 1974
- Preis des Internationalen Carl-Maria-von Weber-Wettbewerbes Dresden 1990
- Bundesverdienstkreuz am Bande 2001.

## Werke

### Bühnenwerke (Auszug)
- Frankenstein, der neue Arbeitnehmer, Multi-Media-Oper für Sänger, Schauspieler, Kammerorchester & Rockband, Projektionen, Filme etc. Songtexte: Yaak Karsunke. Uraufführung Akademie der Künste Berlin 1974
- Des Kohlhas letzte Nacht, Szenisches Madrigal, Multimedia Theater. Text: Yaak Karsunke. Uraufführung Berliner Festwochen 1978
- Untergang der Titanic, Große Oper mit Salonorchester. Libretto von Hartmann Schmige und Christian Rateuke, Uraufführung am 6. September 1979 in Berlin. 1984, DNB 850515424
- Liebe, Tod und Tango, Kammeroper nach Walter Serners Die Tigerin. Libretto: Michael Fröhling. Uraufführung Staatstheater Kassel 1986. Preis des Internationalen Carl Maria von Weber Wettbewerbs für Kammeropern, Dresden 1990, 2 LPS, DNB 1079390308; 2 CDs, DNB 35528698X
- Schlemihl, Magische Operette nach Motiven der Deutschen Romantik. Libretto: Hartmann Schmige und Christian Rateuke. Uraufführung Berlin 1987
- Der Pilot von Hiroshima. Missa Apokalypsis für Tenor, Violoncello und Tonbänder, szenisch. Uraufführung Berlin 1991
- Meister Kater, Groteske Oper, Uraufführung Frankfurt/Oder 1994
- The Bankers Opera, Eine DreiGroschen-Revue. Regie Volker Kühn, Uraufführung Düsseldorf 1998,
- Die Maske des Roten Todes, Ballett nach Edgar Allan Poe mit großem Orchester und Tonband. Libretto: Hans Nicklisch. Uraufführung Rostock 2005
- Faustina, Singspiel für Tenor, eine singende Schauspielerin, einem Kleinen Chor und Kammerorchester, CFDS gewidmet. Uraufführung 2007 Podewil-Berlin

### Kammermusiken und Orchesterwerke (Auszug)
- Konzert für Oboe (und Kammerorchester)
- Violine & Klavier 1948, Eichen Musikverlag, 2015, ISMN 979-0-700235-68-0
- Concertino in Jazz, für Klarinette, Tenorsaxophon, Bigband und Symphonieorchester, 1959
- Flute by Flute. Komposition für Flöte und Tonband, 1965,
- Variationen einer Elegie, für Klarinette, Harfe, Violine und Violoncello, 1966
- Potsdamer Sonate, nach Themen Friedrichs des Zweiten für drei Klarinetten, und Streichorchester, 1966
- Pennergesang für Bariton, Gitarre und kleines Orchester nach Günter Bruno Fuchs, 1968
- Paganini-Variationen für Flöte, Streichtrio, Klavier und Tonband, 1968
- James Bond Oratorium, Akustisch-optische Meditation über die Lust und die Herrlichkeit zu töten. Für Sänger, Schlagzeuger, Tonbänder, Projektionen und Filme. Bildgestaltung: Peter Sorge, 1969
- Der Untergang der Titanic für Violine und Schlagwerk, Ein-Mann-Orchester, 1971; 1976, DNB 354025430
- Manipul, Drama für zwei Schlagzeuger und manipulirendes Tonband, szenisch, 1972
- Die letzten Tage der Kunsstgeigerin Berenice von L. für Violine, Ensemble und Tonbänder, 1973
- Der Untergang der Titanic für Blechbläserquintett, 1973; 1984, DNB 350078718
- Antiphon, Lamentatio zur Geschichte eines Berliner Gotteshauses, für Ensemble und Tonbänder, 1975
- Flute by flute für Flöte und Tonband, 1976, DNB 354066749
- Der Trunk des Poseidon, szenische Allegorie für Tenor und Barockorchester, 1977, DNB 358039800; DNB 400625237
- Großstadt, Komposition zu einem Environment von H. J. Diehl für Sopran, Saxophon, Violoncello und Schlagzeug. Text: Yaak Karsunke, 1978
- Berliner Hinterhofmusik, 1978, Eichen Musikverlag, 2014, ISMN 979-0-700235-44-4
- Hollywoodmusik für Bläsertrio, 1978
- Der letzte Paso Doble in der Alhambra-Bar am Kurfürstendamm vor ihrer endgültigen Zerbombung im Jahre 1944 für Kammerorchester, 1981
- Missa funerale for Al Capone für Violoncello und Kontrabass, 1982
- Someday für Chor und Solo-Violoncello, nach Texten von Pablo Neruda, 1983
- 32 Meter unter der Oper Psychodrama für Violoncello und Kontrabass, szenisch, 1984
- I Virtuosi del Diavolo Doppelkonzert für Flöte, Violine und Orchester, 1984
- 12 leichte Stücke für die schwere Hand, Klavier solo, 1984, Eichen Musikverlag, 2015, ISMN 979-0-700235-43-7
- Bleistaubkantate – Cantata barocca e moderna – aus gegebenem Anlass. Für Soli, Chor und Orchester, szenisch, 1985
- Sapphos Traum für Sopran und Kammerorchester nach Texten der Sappho, 1990, Eichen Musikverlag, 2014, ISMN 979-0-700235-99-4
- Der Tag der Zikaden für Streichquartett, 1991, Eichen Musikverlag, 2015, ISMN 979-0-700235-54-3
- Rondeau de Blech, für 11 Blechbläser. Auftragswerk des Berliner Philharmonischen Orchesters, 1992, Eichen Musikverlag, 2015, ISMN 979-0-700235-51-2
- Über die ALpen!, Oktett, 1992, Eichen Musikverlag, 2015, ISMN 979-0-700235-48-2
- Est modus in rebus… für Sopran und Raumorchester, 1993
- Schatten für Flöte, Violoncello und Tonband, 1993
- Perpetuum mortale für Flöte, Violoncello und Schlagwerk, 1994
- Der Tod des Orpheus für Sopran, Flöte, Violoncello und Tonband, 1996
- An die Kunst für Posaune, Harfe und Orchestergruppen, 1997
- Il Basso die Napoli für Kontrabass und Zupforchester, 1999
- The Lost Century – Abgesang. Meditation mit Fragmenten für Flöte, Violoncello und Schlagzeug; Matthias Koeppel gewidmet, 2000
- Die Totenfidel für Viola und Streichorchester, 2000, Eichen Musikverlag, 2015, ISMN 979-0-700235-45-1
- Dialektisches Requiem für Chor und kleines Orchester, 2002
- Choral auf das Ende der Kriege für Violine und Orchester, 2004
- Lamento für Bariton, Viola und Orgel, 2004
- Existenzfiguren, Epigramme auf Plastiken von Georg Kolbe für Flöte, Oboe, Violine, Violoncello mit Harfe, 2004
- Griechische Ballade für Bassklarinette, Violine, Violoncello und Schlagzeug, 2006
- Rose and Nightingale, nach einem Märchen von Oscar Wilde für Flöte, Violoncello und Klavier / Harfe, 2009/2010, Eichen Musikverlag, 2015, ISMN 979-0-700235-98-7

### Film- und Fernsehmusik
- zu Max Willutzki: Der lange Jammer, 1973
- zu Max Willutzki: Vera Romeyke ist nicht tragbar, 1975/76
- zu Der Umsetzer, 1976
- zu Krawatten für Olympia, 1976
- zu Ulrike Ottinger: Freak Orlando, 1981
- zu Aribert Weis: Das Haus im Park, 1981
- zu Christian Rateuke und Hartmann Schmige: Der Mann im Pyjama, 1981
- zu Wer spinnt denn da, Herr Doktor?, 1981
- zu Claudia Schröder: Konrad aus der Konservenbüchse, 1982/1983
- zu Der Schnüffler 1982/1983
- zu Großstadtrevier, 1986
- zu Rosa von Praunheim: Anita – Tänze des Lasters, Film über die Tänzerin Anita Berber mit Lotti Huber, 1987
- zu Ulrike Ottinger: Johanna d’Arc of Mongolia, 1988/1989
- zu Die Piefke-Saga, 1990

### Anderes
- Unser Ludwig, für Chor, Klavier und Sprecher (1970)
- Opus 50, drei Stücke für Klavier (1972)
- the tape (1974)
- Elektronische Nachtmusik im Jagdschloss Grunewald, mit Karl Heinz Wahren, Gerald Humel, Roland Pfrengle und Jolyon Brettingham-Smith
- Unser schönes Amerika, mit Yaak Karsunke (1979), DNB 800352874
- Mit Musik geht alles besser (1933–1983). (mit Karl-Heinz Wahren)